# Рахимъяр-Хан (округ)
Рахимъяр-Хан (урду ضلع رحیم یار خان‎, англ. Rahim Yar Khan District) — один из 36 округов пакистанской провинции Пенджаб. Административный центр — город Рахимъяр-Хан.

## География
Рахимъяр-Хан граничит с Индией и пакистанскими округами провинции Синд — Кашмор и Готки на юге, с округом Бахавалпур на востоке, с округом Раджанпур на западе и округом Музаффаргарх на севере.

## Техсилы
Рахимъяр-Хан занимает площадь 11880 км² и разделен на четыре техсила:
- Ханпур
- Рахимъяр-Хан
- Садикабад
- Лиакатпур